# Gonomyia (Gonomyia) serpentina
Gonomyia (Gonomyia) serpentina is een tweevleugelige uit de familie steltmuggen (Limoniidae). De soort komt voor in het Neotropisch gebied.